# Élections législatives de 1988 en Charente-Maritime
Les élections législatives françaises de 1988 se déroulent les 5 et 12 juin 1988. Dans le département de la Charente-Maritime, cinq députés sont à élire dans le cadre de cinq circonscriptions.

## Élus
| Circonscription | Député sortant        | Parti                 | Parti                 | Député élu ou réélu | Parti | Parti    |
| --------------- | --------------------- | --------------------- | --------------------- | ------------------- | ----- | -------- |
| 1re             | Scrutin proportionnel | Scrutin proportionnel | Scrutin proportionnel | Michel Crépeau      |       | MRG      |
| 2e              | Scrutin proportionnel | Scrutin proportionnel | Scrutin proportionnel | Jean-Guy Branger    |       | app. UDF |
| 3e              | Scrutin proportionnel | Scrutin proportionnel | Scrutin proportionnel | Roland Beix         |       | PS       |
| 4e              | Scrutin proportionnel | Scrutin proportionnel | Scrutin proportionnel | Philippe Marchand   |       | PS       |
| 5e              | Scrutin proportionnel | Scrutin proportionnel | Scrutin proportionnel | Jean de Lipkowski   |       | RPR      |

## Positionnement des partis
L'UDF et le RPR se présentent unis sous l'étiquette « Union du Rassemblement et du Centre » tandis que les candidats du Parti socialiste se rangent sous la bannière de la « Majorité présidentielle pour la France unie », slogan de la campagne présidentielle de François Mitterrand.

## Résultats

### Résultats à l'échelle du département
| Parti                 | Parti                               | Premier tour | Premier tour | Second tour | Second tour | Sièges |
| Parti                 | Parti                               | Voix         | %            | Voix        | %           | Sièges |
| --------------------- | ----------------------------------- | ------------ | ------------ | ----------- | ----------- | ------ |
|                       | Parti socialiste                    | 83 740       | 34,87        | 77 209      | 37,12       | 2      |
|                       | Mouvement des radicaux de gauche    | 20 567       | 8,56         | 27 481      | 13,21       | 1      |
|                       | La France Unie                      | 104 307      | 43,43        | 104 690     | 50,33       | 3      |
|                       |                                     |              |              |             |             |        |
|                       | Union pour la démocratie française  | 59 782       | 24,89        | 52 479      | 25,23       | 1      |
|                       | Rassemblement pour la République    | 38 377       | 15,98        | 50 853      | 24,45       | 1      |
|                       | Union du Rassemblement et du Centre | 98 159       | 40,87        | 103 332     | 49,68       | 2      |
|                       |                                     |              |              |             |             |        |
|                       | Parti communiste français           | 19 911       | 8,29         |             |             | 0      |
|                       | Front national                      | 16 691       | 6,95         | 0           |             |        |
|                       | Extrême droite                      | 1 097        | 0,46         | 0           |             |        |
|                       |                                     |              |              |             |             |        |
| Inscrits              | Inscrits                            | 381 115      | 100,00       | 305 280     | 100,00      | 5      |
| Abstentions           | Abstentions                         | 136 141      | 35,72        | 92 816      | 30,4        |        |
| Votants               | Votants                             | 244 974      | 64,28        | 212 464     | 69,6        |        |
| Blancs et nuls        | Blancs et nuls                      | 4 809        | 1,96         | 4 442       | 2,09        |        |
| Exprimés              | Exprimés                            | 240 165      | 98,04        | 208 022     | 97,91       |        |
| Source : Data.gouv.fr |                                     |              |              |             |             |        |

### Résultats par circonscription

#### Première circonscription (La Rochelle)
| Candidat           | Candidat           | Parti          | Premier tour | Premier tour | Second tour | Second tour |  |
| Candidat           | Candidat           | Parti          | Voix         | %            | Voix        | %           |  |
| ------------------ | ------------------ | -------------- | ------------ | ------------ | ----------- | ----------- |  |
|                    | Michel Crépeau élu | MRG            | 20 567       | 45,51        | 27 481      | 56,01       |  |
|                    | Jean Harel         | RPR (URC)      | 15 733       | 34,81        | 21 582      | 43,99       |  |
|                    | Jacques Bessière   | PCF            | 5 002        | 11,07        |             |             |  |
|                    | Érick Hornig       | FN             | 3 891        | 8,61         |             |             |  |
|                    |                    |                |              |              |             |             |  |
| Inscrits           | Inscrits           | Inscrits       | 74 699       | 100,00       | 74 694      | 100,00      |  |
| Abstentions        | Abstentions        | Abstentions    | 28 608       | 38,3         | 24 341      | 32,59       |  |
| Votants            | Votants            | Votants        | 46 091       | 61,7         | 50 353      | 67,41       |  |
| Blancs et nuls     | Blancs et nuls     | Blancs et nuls | 898          | 1,95         | 1 290       | 2,56        |  |
| Exprimés           | Exprimés           | Exprimés       | 45 193       | 98,05        | 49 063      | 97,44       |  |
| Source : data.gouv |                    |                |              |              |             |             |  |

#### Deuxième circonscription (Rochefort)
| Candidat           | Candidat             | Parti          | Premier tour | Premier tour | Second tour | Second tour |  |
| Candidat           | Candidat             | Parti          | Voix         | %            | Voix        | %           |  |
| ------------------ | -------------------- | -------------- | ------------ | ------------ | ----------- | ----------- |  |
|                    | Jean-Guy Branger élu | UDF (URC)      | 20 122       | 45,03        | 25 299      | 50,91       |  |
|                    | Yves Hermouet        | PS             | 16 863       | 37,74        | 24 390      | 49,09       |  |
|                    | Gérard Moreau        | PCF            | 4 728        | 10,58        |             |             |  |
|                    | Pascal Markowsky     | FN             | 2 974        | 6,66         |             |             |  |
|                    |                      |                |              |              |             |             |  |
| Inscrits           | Inscrits             | Inscrits       | 72 910       | 100,00       | 72 904      | 100,00      |  |
| Abstentions        | Abstentions          | Abstentions    | 27 402       | 37,58        | 22 319      | 30,61       |  |
| Votants            | Votants              | Votants        | 45 508       | 62,42        | 50 585      | 69,39       |  |
| Blancs et nuls     | Blancs et nuls       | Blancs et nuls | 821          | 1,8          | 896         | 1,77        |  |
| Exprimés           | Exprimés             | Exprimés       | 44 687       | 98,2         | 49 689      | 98,23       |  |
| Source : data.gouv |                      |                |              |              |             |             |  |

#### Troisième circonscription (Saintes)
|                    | Roland Beix élu     | PS              | 25 701 | 51,29  |  |  |  |
|                    | Xavier de Roux      | UDF (Rad) (URC) | 18 013 | 35,95  |  |  |  |
|                    | Marcel Thomas       | PCF             | 3 571  | 7,13   |  |  |  |
|                    | Jean-Claude Richard | FN              | 2 826  | 5,64   |  |  |  |
|                    |                     |                 |        |        |  |  |  |
| Inscrits           | Inscrits            | Inscrits        | 75 798 | 100,00 |  |  |  |
| Abstentions        | Abstentions         | Abstentions     | 24 666 | 32,54  |  |  |  |
| Votants            | Votants             | Votants         | 51 132 | 67,46  |  |  |  |
| Blancs et nuls     | Blancs et nuls      | Blancs et nuls  | 1 021  | 2      |  |  |  |
| Exprimés           | Exprimés            | Exprimés        | 50 111 | 98     |  |  |  |
| Source : data.gouv |                     |                 |        |        |  |  |  |

#### Quatrième circonscription (Royan - Jonzac)
| Candidat           | Candidat              | Parti          | Premier tour | Premier tour | Second tour | Second tour |  |
| Candidat           | Candidat              | Parti          | Voix         | %            | Voix        | %           |  |
| ------------------ | --------------------- | -------------- | ------------ | ------------ | ----------- | ----------- |  |
|                    | Philippe Marchand élu | PS             | 23 879       | 46,44        | 28 887      | 51,52       |  |
|                    | Dominique Bussereau   | UDF (PR) (URC) | 21 647       | 42,10        | 27 180      | 48,48       |  |
|                    | Philippe Aubin        | FN             | 3 107        | 6,04         |             |             |  |
|                    | Michelle Carmouse     | PCF            | 2 789        | 5,42         |             |             |  |
|                    |                       |                |              |              |             |             |  |
| Inscrits           | Inscrits              | Inscrits       | 79 534       | 100,00       | 79 520      | 100,00      |  |
| Abstentions        | Abstentions           | Abstentions    | 27 136       | 34,12        | 22 375      | 28,14       |  |
| Votants            | Votants               | Votants        | 52 398       | 65,88        | 57 145      | 71,86       |  |
| Blancs et nuls     | Blancs et nuls        | Blancs et nuls | 976          | 1,86         | 1 078       | 1,89        |  |
| Exprimés           | Exprimés              | Exprimés       | 51 422       | 98,14        | 56 067      | 98,11       |  |
| Source : data.gouv |                       |                |              |              |             |             |  |

#### Cinquième circonscription (Royan - Oléron)
| Candidat           | Candidat              | Parti          | Premier tour | Premier tour | Second tour | Second tour |  |
| Candidat           | Candidat              | Parti          | Voix         | %            | Voix        | %           |  |
| ------------------ | --------------------- | -------------- | ------------ | ------------ | ----------- | ----------- |  |
|                    | Jean de Lipkowski élu | RPR (URC)      | 22 644       | 46,45        | 29 271      | 55,02       |  |
|                    | Henri Georges Dubois  | PS             | 17 297       | 35,48        | 23 932      | 44,98       |  |
|                    | Lucien Nauleau        | FN             | 3 893        | 7,99         |             |             |  |
|                    | Jean Papeau           | PCF            | 3 821        | 7,84         |             |             |  |
|                    | Marcel Bouyer         | Extrême droite | 1 097        | 2,25         |             |             |  |
|                    |                       |                |              |              |             |             |  |
| Inscrits           | Inscrits              | Inscrits       | 78 174       | 100,00       | 78 162      | 100,00      |  |
| Abstentions        | Abstentions           | Abstentions    | 28 329       | 36,24        | 23 781      | 30,43       |  |
| Votants            | Votants               | Votants        | 49 845       | 63,76        | 54 381      | 69,57       |  |
| Blancs et nuls     | Blancs et nuls        | Blancs et nuls | 1 093        | 2,19         | 1 178       | 2,17        |  |
| Exprimés           | Exprimés              | Exprimés       | 48 752       | 97,81        | 53 203      | 97,83       |  |
| Source : data.gouv |                       |                |              |              |             |             |  |